# Liberia na Letnich Igrzyskach Olimpijskich 1960
Liberię na Letnich Igrzyskach Olimpijskich 1960 reprezentowało 4 zawodników (wszyscy mężczyźni). Reprezentanci Liberii nie zdobyli żadnego medalu na tych igrzyskach.

## Lekkoatletyka
- George Johnson
- Alifu Massaquoi
- Emmanuel Putu
- James Roberts